# Courage-Preis

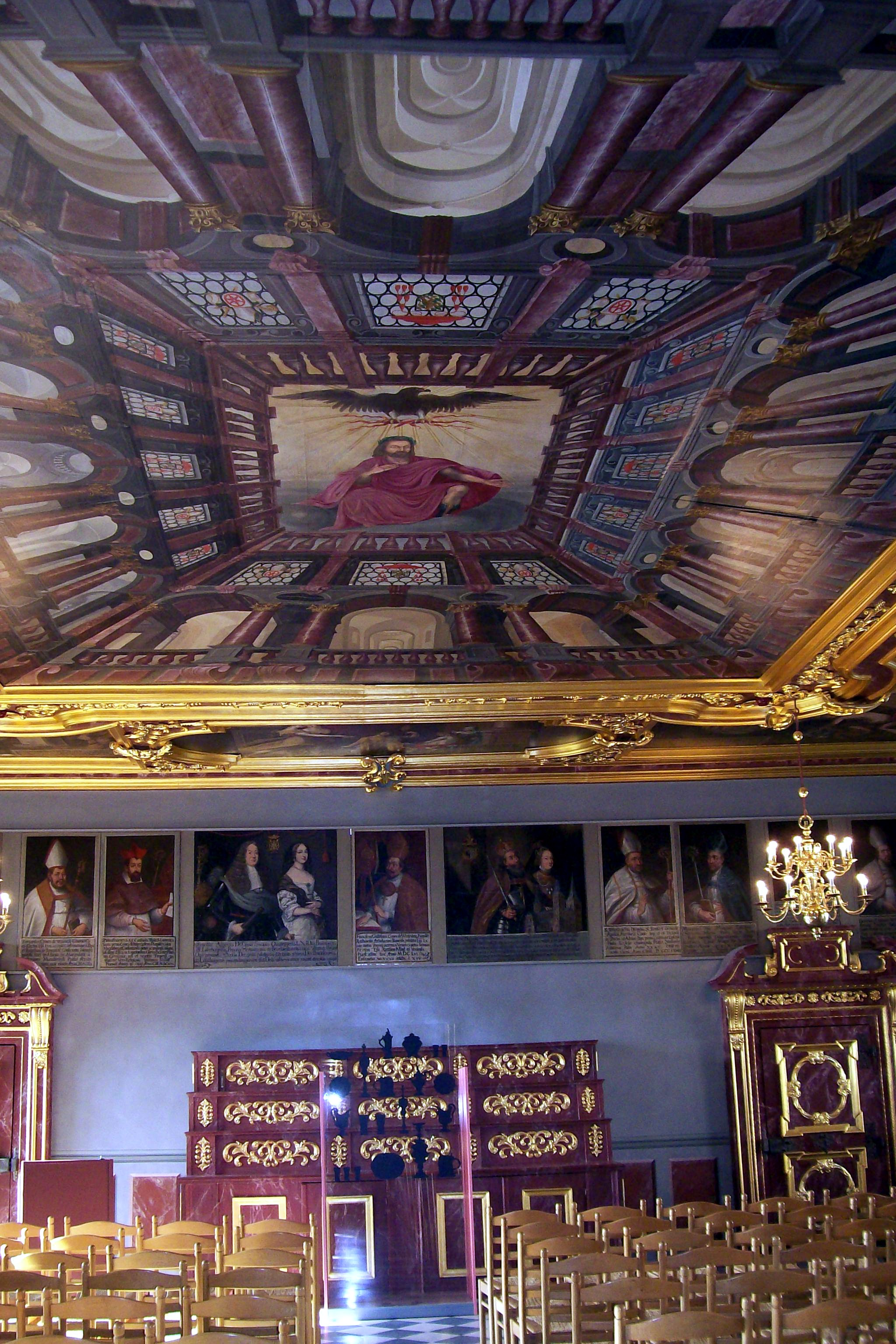
Der Courage-Preis wird im Rittersaal des Schlosses Iburg verliehen

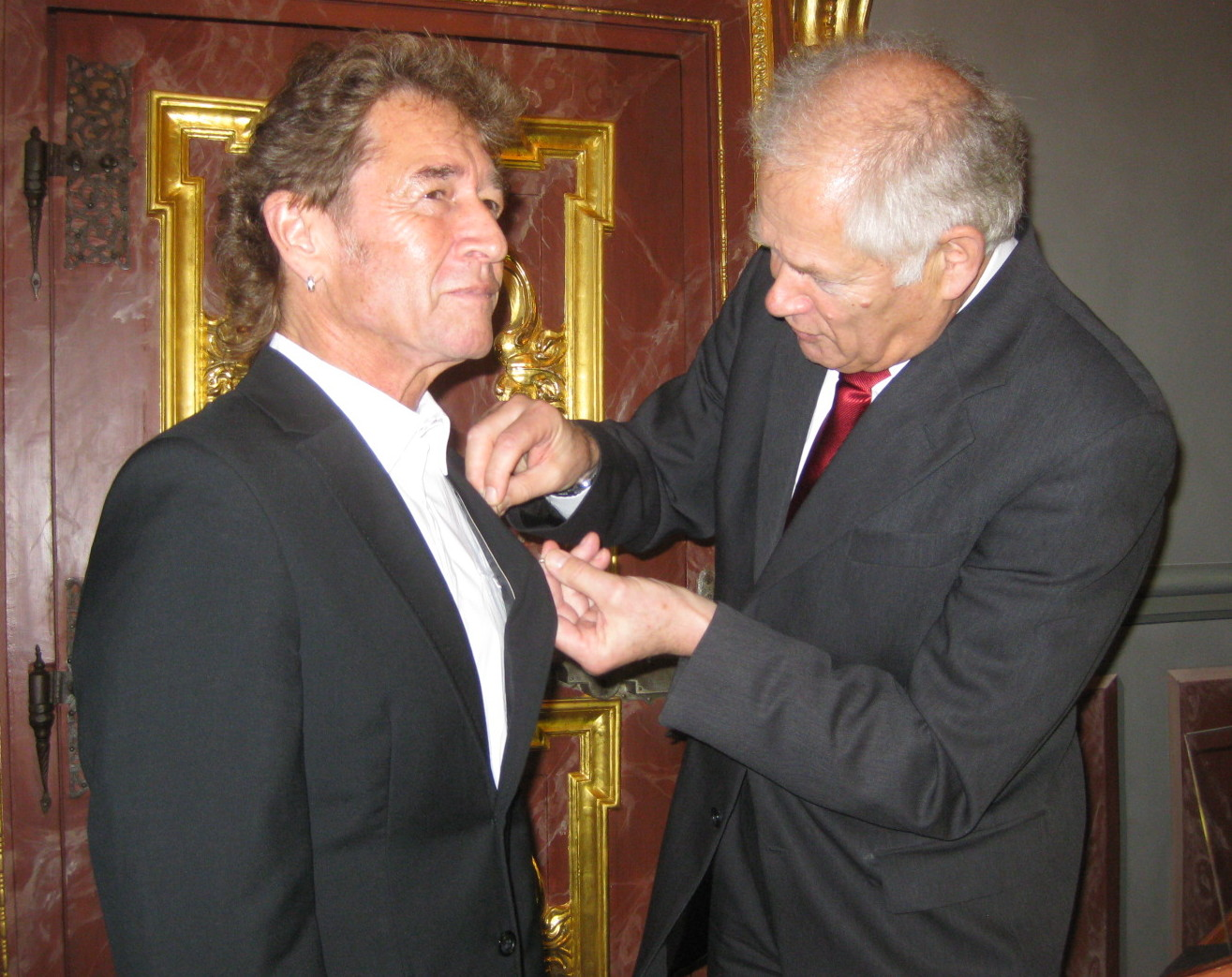
Verleihung des Courage-Preises 2010 an Peter Maffay, rechts Gerd Schöwing

Der Courage-Preis ist ein Preis, der in der niedersächsischen Stadt Bad Iburg (Landkreis Osnabrück) an Personen und Einrichtungen verliehen wird, die sich in besonderer Weise um das Gemeinwohl verdient gemacht haben.

## Komitee Courage
Verliehen wird der Preis vom Verein „Komitee Courage Bad Iburg e. V.“ Der Preis ist mit 5000 Euro dotiert und wurde bis 2023 jährlich Ende September vergeben. Das „Komitee Courage“ besteht seit 1995; Initiator und Vereinsehrenmitglied ist der Bad Iburger Kaufmann Gerd Schöwing. Zum ersten Mal wurde der Courage-Preis 1996 verliehen. Die ersten drei Preisträger erhielten eine Anstecknadel in Form des Buchstabens C, seit der vierten Preisverleihung erhalten sie eine zunächst von dem Wallenhorster Künstler Lutz Sundorf und jetzt von dem Osnabrücker Künstler Volker-Johannes Trieb gestaltete Skulptur.

### Preisverleihung bis 2023
Vor der Preisverleihung im Rittersaal von Schloss Iburg trugen sich  die Preisträger ins Goldene Buch der Stadt Bad Iburg ein, gefolgt von „Iburger Friedensbrot und Friedenswein“. Bis 2016 gab es die Podiumsdiskussion „Gespräch am Kamin“ im Bankettsaal des Schlosses, sie wurde 2017 durch einen Impulsvortrag ersetzt. Nach der Verleihung gab es den „Iburger Fisch-Schmaus“.
An den Podiumsgesprächen nahmen Personen aus Politik, Kultur, Gesellschaft und Wirtschaft teil, so im Jahr 1998 der Journalist Michel Friedman und Tilman Zülch (Gesellschaft für bedrohte Völker), 2001 Hellmuth Karasek, Literaturkritiker und Hochschullehrer, 2003 Christian Wulff, damals Ministerpräsident des Landes Niedersachsen, 2004 Rudolf Seiters, ehemaliger Bundesinnenminister und Präsident des Deutschen Roten Kreuzes, 2006 Ursula Engelen-Kefer (DGB) oder 2009 Asfa-Wossen Asserate, Unternehmensberater und Autor.
Prominenteste Preisträgerin war im Jahr 2009 Königin Silvia von Schweden, die 1999 die World Childhood Foundation gründet hatte. Die Laudatio hielt der Vorjahrespreisträger Richard Oetker. Der Preisträger des Jahres 2010, Peter Maffay, enthüllte auf dem Hanseplatz in Bad Iburg eine Stele, die an die Gründung des Komitees Courage 1995 und das Ziel des Preises erinnert. Die Laudatio auf Maffay hielt Franz Müntefering. Erster Preisträger war 1996 Harry Jahns (* 24. März 1933 in Łódź), der von 1949 bis 1954 die Niedersächsische Heimschule Iburg im Schloss Iburg besuchte, dort ab 1970 als Lehrer tätig war und die Schlosskonzerte ins Leben rief.
Der Initiator des Preises, Gerd Schöwing, wurde für sein Engagement 2018 mit dem Bundesverdienstkreuz ausgezeichnet.

### Preisverleihung ab 2025
Im Juni 2024 beschloss das Komitee Courage, die Preisverleihung neu zu gestalten, weil der Aufwand für den kleinen Verein zu einer immer größeren organisatorischen und finanziellen Belastung geworden war. Demnach wird der Preis erstmalig im Frühjahr 2025 bei einem Sonderkonzert des  Vereins Iburger Schlosskonzerte verliehen.

## Preisträger
| Jahr | Preisträger | Grund der Ehrung | Thema des „Gesprächs am Kamin“, seit 2017 im Wechsel mit dem „Impulsvortrag“                                                      |
| ---- | --- | --- | --- |
| 1996 | Harry Jahns, Künstlerischer Leiter der Schlosskonzerte Bad Iburg | Für seine Verdienste um die „Schlosskonzerte Bad Iburg“ | „Toleranz – nur ein Ideal?“ |
| 1997 | Jürgen Großmann, Manager und Unternehmer | Für seinen Einsatz zur Sicherung des Stahlstandorts Georgsmarienhütte | „Verantwortung tragen, Vorbild sein – der schmale Grad zwischen Anerkennung und Neid“                                             |
| 1998 | Franz-Josef Bode, Bischof von Osnabrück | Als Vorsitzender der Jugendkommission der Deutschen Bischofskonferenz für seinen Einsatz gegen die Jugendarbeitslosigkeit | „Basis für den Frieden: Verständnis und Versöhnung“                                                                               |
| 1999 | Uschi Glas, Schauspielerin | Als Schirmherrin der Patientenschutzorganisation Deutsche Hospiz Stiftung | „Moral und Macht – eine Verpflichtung auf dem Prüfstand“                                                                          |
| 2000 | Hans-Dietrich Genscher, Politiker | Als Architekt des neuen Europa und Anwalt des Ausgleichs zwischen Ost und West | „Wer an die Zukunft glaubt, verändert die Gegenwart“                                                                              |
| 2001 | Sabine Christiansen, Journalistin und Produzentin | Für ihren Einsatz für notleidende Kinder, etwa als UNICEF-Botschafterin | „Den Wandel werten, nicht den Wertewandel beklagen“                                                                               |
| 2002 | Dagmar Schipanski, Wissenschaftlerin und Politikerin | Für ihr Engagement zur Förderung des Bildungs- und Wissenschaftsstandortes Deutschland | „Hoffnung hat viele Gesichter“ |
| 2003 | Joachim Gauck, Theologe, erster Bundesbeauftragter der BStU | Für seinen Beitrag zur Wiederversöhnung | „Gewalt – ein Ethos unserer Zeit?“                                                                                                |
| 2004 | Dagmar Berghoff, Hörfunk- und Fernsehmoderatorin | Als Schirmherrin von terre des hommes | „Stolz sein auf Deutschland?!“ |
| 2005 | Gyula Horn, ehemaliger Ministerpräsident Ungarns | Für die Entscheidung 1989 als Außenminister, die Grenze nach Österreich zu öffnen | „Menschlichkeit im Wandel der Zeit“                                                                                               |
| 2006 | Die Bürger der Stadt Leipzig, stellvertretend an Christian Führer und Siegfried Grötsch, Nikolaikirche | Für Mut und gewaltlose Demonstrationen, die den Grundstein für die Wiedervereinigung legten | „Früher war alles besser – vor allem die Zukunft“                                                                                 |
| 2007 | Ulrike Folkerts, Schauspielerin | Einsatz für „burundikids e. V.“ und das Aktionsbündnis Landmine.de | „Es gibt keine Probleme – nur Aufgaben“                                                                                           |
| 2008 | Richard Oetker, Unternehmer | Einsatz für den Weißen Ring | „Das gute Beispiel ist die einzige Möglichkeit, andere zu beeinflussen“                                                           |
| 2009 | Königin Silvia von Schweden | Gründerin der World Childhood Foundation | „Wenn die Zukunft keine Antwort weiß, hilft ein Blick in die Vergangenheit!?“                                                     |
| 2010 | Peter Maffay, Musiker | Für seinen Einsatz zum Schutz traumatisierter Kinder und Jugendlicher | „In uns muss brennen, was in anderen zünden soll“                                                                                 |
| 2011 | Iris Berben, Schauspielerin | Für ihren Kampf gegen Rechtsextremismus, Antisemitismus und Fremdenfeindlichkeit | „Nur wer den Blick hebt, sieht keine Grenzen“                                                                                     |
| 2012 | Marietta Slomka, Journalistin | Für ihr soziales Engagement und den Einsatz für das Kinderhospiz Bethel | „Die Macht der Medien – Gefahr oder Segen?“                                                                                       |
| 2013 | Ullrich Kasselmann, Hofbesitzer und Pferdezüchter | Für sein soziales Engagement wie „Reiten gegen den Hunger“ | „Wer kein Ziel hat, kann auch nicht ankommen“                                                                                     |
| 2014 | Reinhold Messner, Extrembergsteiger | Für sein Engagement als Umweltbewahrer, Natur- und Menschenfreund | „Höchstleistung als Maxime – wo bleibt der Mensch?“                                                                               |
| 2015 | Michael Stich, Tennisspieler | Für sein Engagement in seiner Stiftung gegen HIV und AIDS | „Datenspeicherung – Chance, Schutz oder Bedrohung für uns?“                                                                       |
| 2016 | Katja Riemann, Schauspielerin | Für ihr vielfältiges und beständiges soziales Engagement | „Niedrigzins – Stimulanz für die Konjunktur oder Gefahr für den Wirtschaftsstandort?“                                             |
| 2017 | Eckart von Hirschhausen, Arzt und Komiker | Für sein außergewöhnliches Engagement und Wirken als Arzt und medizinischer Kabarettist, unter anderem mit seiner Stiftung Humor hilft Heilen | Gina Schöler: „Glück hat Nebenwirkungen“                                                                                          |
| 2018 | Gerd Schöwing, selbständiger Kaufmann | Für sein seit Jahrzehnten vielfältiges und unermüdliches Engagement zum Wohle seiner Stadt, Bad Iburg | Christian Schüle: „Gesellschaftlicher Zusammenhalt durch bürgerschaftliches/ehrenamtliches Engagement“                            |
| 2019 | Hannes Jaenicke, Schauspieler, Autor, Dokumentarfilmer und Umweltaktivist | Für sein vehementes Eintreten für Umwelt-, Natur- und Tierschutz sowie gegen Ignoranz, Intoleranz und Rassismus | Baron Josef Kerckering zur Borg: „Der ökologische Sündenfall – Gestörtes Gleichgewicht am Beispiel der Haie“                      |
| 2020 | Keine Preisverleihung wegen der Corona-Pandemie. Stattdessen unterstützte der Verein zwei karitative Organisationen mit jeweils einer Spende in Höhe von 2500 Euro. | | |
| 2021 | 2021 wurden zwei Preise in Höhe von 5000 Euro verliehen: Deutscher Hospiz- und PalliativVerband e. V. (Berlin) mit seinem Vorsitzenden Winfried Hardinghaus, der damit auch selbst als Gründer der Hospiz- und Palliativinitiative SPES VIVA in Osnabrück geehrt wurde | Für langjähriges gemeinnütziges Handeln mit beispielhaftem und außergewöhnlichem Einsatz für Menschenrechte und Menschenwürde im Alter sowie in der allerletzten Phase des Lebens | Die Verleihung fand pandemiebedingt in kleinerem Rahmen als üblich statt                                                          |
| 2021 | HelpAge Deutschland e. V. (Osnabrück) mit seinem Gründungsmitglied und Geschäftsführer Lutz Hethey | Für langjähriges gemeinnütziges Handeln mit beispielhaftem und außergewöhnlichem Einsatz für Menschenrechte und Menschenwürde im Alter sowie in der allerletzten Phase des Lebens | Die Verleihung fand pandemiebedingt in kleinerem Rahmen als üblich statt                                                          |
| 2022 | Klaus J. Behrendt und Reinhard Höfelmeyer, Unternehmer aus Osnabrück | Behrendt für sein soziales Engagement allgemein und insbesondere für das mit Höfelmeyer 2011 gegründete Projekt „Wir starten gleich“. Der Verein unterstützt Schulanfänger aus sozial schwachen und finanziell benachteiligten Familien mit voll ausgestatteten Schulranzen, um ihnen den Schulbeginn zu erleichtern. | „Wir starten gleich, Schulranzen für bedürftige Kinder – Wer und was steckt dahinter?“                                            |
| 2023 | Volker-Johannes Trieb | Für sein Gesamtwerk als herausragender Künstler der Region und insbesondere sein „beständiges und immer wieder mit spektakulären Aktionen vorgetragenes Bestreben für dauerhaften Frieden und umfassende Gerechtigkeit in dieser heutigen Welt“                                                                       | „375 Jahre Westfälischer Frieden – Grund zum Feiern! Ansporn zur Besinnung! Blaupause für eine dauerhafte Friedensordnung heute?“ |
| 2025 | Nazih Musharbash | Für sein Eintreten für die Bürger seiner Heimatstadt Bad Iburg als langjähriger Ratsherr, als Mitglied des Kreistages des Landkreises Osnabrück, als Abgeordneter des Niedersächsischen Landtags und als Präsident der Deutsch-Palästinensischen Gesellschaft.                                                        | |